# Sepana Letsoalo
Sepana Victor Letsoalo (Città del Capo, 1º aprile 1993) è un calciatore sudafricano, attaccante del TS Galaxy e della nazionale sudafricana.

## Palmarès

### Nazionale
- Coppa COSAFA: 1

Sudafrica 2021